# Molophilus inconspicuus
Molophilus inconspicuus är en tvåvingeart som beskrevs av Enrico Adelelmo Brunetti 1912. Molophilus inconspicuus ingår i släktet Molophilus och familjen småharkrankar. Inga underarter finns listade i Catalogue of Life.